# آر. جي. بالمر
آر. جي. بالمر هو سياسي أمريكي، ولد في 25 ديسمبر 1970. نشط حزبياً في الحزب الديمقراطي. وقد انتخب عضو مجلس ولاية كنتاكي ‏.